# آن شيبويا
آن شيبويا هي لاعبة كرلنغ برازيلية، ولدت في 1985 في مونتيس كلاروس في البرازيل.

## وصلات خارجية
- آن شيبويا على موقع الاتحاد الدولي للكرلنغ (الإنجليزية)